# Rohrmühle (Altenkunstadt)
Die Rohrmühle war eine Getreide- und Schneidmühle im heutigen Altenkunstadter Ortsteil Röhrig. Sie ist vollständig abgegangen, ohne dass sichtbare Überreste erhalten blieben.

## Geschichte
Die Mühle wurde erstmals mit dem Erwerb durch das Kloster Langheim 1180 urkundlich genannt. Das nächste Mal wurde sie in einer Niederschrift von 1312 im ältesten Langheimer Urbar von 1390 erwähnt. Im Bamberger Bischofsurbar von 1323/1328 ist überliefert, dass der Müller damals jeweils zum Walburga-Feiertag, dem 25. Februar, und an Martini je vier Schilling Denare und einen halben Sümer Weizen, sowie an Fastnacht eine Henne an die Langheimer Äbte abgeben musste.
Nach einem Brand wurde die Mühle 1729 neu errichtet. 1801 wurde das Anwesen vom Bamberger Mathematikprofessor und Topografiker Johann Baptist Roppelt als Mühle mit vier Wasserrädern, davon drei Mahlgängen und einem Schneidgang sowie mit Wohnhaus, Stadel und Nebengebäuden beschrieben. Das Lehens- und Vogteirecht unterstand bis 1803 dem Kloster Langheim. Die Steuer für das Fischwasser hinter der Mühle war an Weismain zu zahlen.
1973 brannte die Mühle nieder. Mitte der 1970er-Jahre wurden die Reste Stück um Stück beseitigt. Im Jahr 1977 wurde auf dem ehemaligen Mühlenanwesen das Altenkunstadter Schul- und Sportzentrum errichtet. Die Mühle befand sich an der Stelle, an der nun der asphaltierte Weg westlich der Kordigasthalle vorbeiführt.

## Architektur
Der Kunsthistoriker und Denkmalpfleger Tilmann Breuer beschrieb 1962 die Mühle als „zweigeschossiges langgestrecktes Gebäude mit Halbwalmdach“. Aus der damals verputzten Fassade traten die zum Teil profilierten und geohrten Tür- und Fensterrahmungen (vor allem im Erdgeschoss) aus Sandstein hervor. Die Türflügel der großen Eingangstür stammten aus dem 19. Jahrhundert und waren mit Schnitzereien verziert. Die Rahmungen der Fenster im Obergeschoss wiesen klassizistisches Dekor auf. Eine Holzfigur des heiligen Florian aus dem Jahr 1729  war in einer mit Blütendekor umrahmten Nische im Obergeschoss eingelassen. Diese Holzfigur befindet sich nun im Besitz der Freiwilligen Feuerwehr Altenkunstadt und hat einen Platz im Treppenhaus des Feuerwehrhauses gefunden. Das Nebengebäude aus dem 18. Jahrhundert schloss mit einem zur Hälfte abgewalmten Mansarddach ab.